# 邦别里-维诺格拉多夫定理
在數學上，邦別里-维诺格拉多夫定理（Bombieri-Vinogradov theorem；又稱邦別里定理 (Bombieri's theorem)）是解析數論上的一個主要成果，該成果出於1960年代，與在在一系列模數上取平均值的算術數列中的質數分布相關。
這類結果最早在1961年由馬克·巴爾班（Mark Barban）取得；，而邦別里—维诺格拉多夫定理則是巴爾班結果的細化。邦別里—维诺格拉多夫定理以恩里科·邦別里及阿斯科尔德·维诺格拉多夫的名字命名，而這兩人在1965年期間出版一些與此相關的密度猜想方面的文章。
該結果是起自1940年代尤里·林尼克的研究、並在1960年代前期快速發展的大篩法的一個主要應用。在邦別里之外，克勞斯·羅特也研究大篩法相關的問題；而在在1960年代晚期及1970年代早期，帕特里克·X·加拉格尔簡化了這證明的許多元素跟估計。

## 邦別里—维诺格拉多夫定理的陳述
設{\displaystyle x}與{\displaystyle Q}為任意兩個有以下關係的正實數：
{\displaystyle x^{1/2}\log ^{-A}x\leq Q\leq x^{1/2}.}
那麼有
{\displaystyle \sum _{q\leq Q}\max _{y\leq x}\max _{1\leq a\leq q \atop (a,q)=1}\left|\psi (y;q,a)-{y \over \varphi (q)}\right|=O\left(x^{1/2}Q(\log x)^{5}\right)\!.}
其中{\displaystyle \varphi (q)}是欧拉函数，且是對q取模的被加數的數量；此外，
{\displaystyle \psi (x;q,a)=\sum _{n\leq x \atop n\equiv a{\bmod {q}}}\Lambda (n),}
其中{\displaystyle \Lambda }是馮·曼戈爾特函數。
一個以文字表示的說法是這是一個與對{\displaystyle q}取模且不大於{\displaystyle Q}的等差序列上的質數定理的誤差項有關的定理。對於{\displaystyle {\sqrt {x}}}附近的特定的{\displaystyle Q}，假若我們忽略對數項，則這平均誤差可小至{\displaystyle {\sqrt {x}}}。這結果並不顯著，且在沒有平均的狀況下與廣義黎曼猜想差不多強。

## 註解
1. ↑  Barban, M. B. . Akad. Nauk. UzSSR Trudy. Inst. Mat. 1961, 22: 1–20. MR 0171763.
2. ↑  Bombieri, E. . Astérisque 18 Seconde. Paris. 1987. MR 0891718. Zbl 0618.10042.
3. ↑  Vinogradov, A. I. . Izv. Akad. Nauk SSSR Ser. Mat. 1965, 29 (4): 903–934. MR 0197414 （俄语）. Corrigendum. ibid. 30 (1966), pages 719-720. (Russian)
4. ↑  Tenenbaum, Gérald. . Graduate Studies in Mathematics 163. American Mathematical Society. 2015: 102–104. ISBN 9780821898543.

## 外部連結
- 埃里克·韦斯坦因. . MathWorld.
- The Bombieri-Vinogradov Theorem （页面存档备份，存于），出自鲍勃·沃恩（英语：Bob Vaughan）的講義。